# Alice Dunbar Nelson
Alice Dunbar Nelson, geboren als Alice Ruth Moore, (New Orleans, 19 juli 1875 – Philadelphia, 18 september 1935) was een Amerikaans dichteres, journaliste en politiek activiste. Ze was getrouwd met Paul Laurence Dunbar, en studeerde aan Straight University, waar ze in 1892 afstudeerde. Later studeerde ze in Boston en New York, zodat ze in 1897 als lerares werd aangesteld. Een jaar later trouwde ze met Paul Dunbar, en stopte ze met lesgeven.
In 1902 scheidde ze van haar echtgenoot en verhuisde naar Wilmington, waar ze lerares werd aan Howard High School en Howard University. In die periode bleef ze verhalen publiceren onder de achternaam Dunbar. 
In 1910 trouwde ze Arthur Callis, een professor van Harvard University, maar het paar scheidde alweer snel. In die periode schreef het koppel samen aan de AME-review, en publiceerde Masterpieces of Negro Eloquence.
In 1916 trouwde ze haar derde echtgenoot, Robert J. Nelson. In deze periode werd ze actief als journaliste, en schreef ze voor meerdere publicaties artikelen. 
In 1924 werd Dunbar-Nelson actief in de Anti-Lynching Campaign, uit protest tegen het niet aanvaarden van de Anti-Lynching Bill.